# Asienspiele 2014/Wushu
Bei den Asienspielen 2014 in Incheon, Südkorea wurden vom 20. bis 24. September 2014 15 Wettbewerbe im Wushu ausgetragen, 5 für Frauen und 9 für Männer.

## Männer

### Changquan
| Platz | Land | Athlet             | Punkte |
| ----- | ---- | ------------------ | ------ |
| 1     | KOR  | Lee Hasung         | 9,71   |
| 2     | MAC  | Jia Rui            | 9,69   |
| 3     | JPN  | Daisuke Ichikizaki | 9,67   |

Das Finale wurde am 20. September ausgetragen.

### Taijiquan & Taijijian
| Platz | Land | Athlet            | Punkte |
| ----- | ---- | ----------------- | ------ |
| 1     | CHN  | Chen Zhouli       | 19,55  |
| 2     | PHI  | Daniel Parantac   | 19,26  |
| 3     | VIE  | Thanh Tung Nguyen | 19,24  |

Das Finale wurde am 23. September ausgetragen.

### Nanquan & Nangun
| Platz | Land | Athlet       | Punkte |
| ----- | ---- | ------------ | ------ |
| 1     | CHN  | Wang Di      | 19,55  |
| 2     | MAC  | Huang Junhua | 19,30  |
| 3     | TPE  | Hsu Kai Kuei | 19,29  |

Das Finale wurde am 22. September ausgetragen.

### Daoshu & Gunshu
| Platz | Land | Athlet            | Punkte |
| ----- | ---- | ----------------- | ------ |
| 1     | CHN  | Sun Peiyuan       | 19,54  |
| 2     | KOR  | Lee Yonghyun      | 19,36  |
| 3     | VIE  | Manh Quyen Nguyen | 19,33  |

Das Finale wurde am 21. September ausgetragen.

### Sanda

#### Bis 56 kg
| Platz | Land | Athlet            |
| ----- | ---- | ----------------- |
| 1     | CHN  | Zhou Fuxiang      |
| 2     | VIE  | Bui Truong Giang  |
| 3     | LAO  | Khamla Soukaphone |
| 3     | PHI  | Francisco Solis   |

Das Finale wurde am 24. September ausgetragen.

#### Bis 60 kg
| Platz | Land | Athlet             |
| ----- | ---- | ------------------ |
| 1     | CHN  | Kong Hongxing      |
| 2     | PHI  | Jean Claude Saclag |
| 3     | IND  | Narender Grewal    |
| 3     | KOR  | Kang Yeongsik      |

Das Finale wurde am 24. September ausgetragen.

#### Bis 65 kg
| Platz | Land | Athlet               |
| ----- | ---- | -------------------- |
| 1     | IRI  | Mohsen Mohammadseifi |
| 2     | KAZ  | Rishat Livensho      |
| 3     | CHN  | Chen Hongxing        |
| 3     | TKM  | Salaheddin Bayramov  |

Das Finale wurde am 24. September ausgetragen.

#### Bis 70 kg
| Platz | Land | Athlet                |
| ----- | ---- | --------------------- |
| 1     | CHN  | Zhang Kun             |
| 2     | KOR  | Yoo Sanghoon          |
| 3     | IRI  | Sajjad Abbasiamir     |
| 3     | PAK  | Syed Maratib Ali Shah |

Das Finale wurde am 24. September ausgetragen.

#### Bis 75 kg
| Platz | Land | Athlet                |
| ----- | ---- | --------------------- |
| 1     | KOR  | Kim Myeongjin         |
| 2     | IRI  | Hamid Reza Ladvar     |
| 3     | KAZ  | Nursultan Tursynkulov |
| 3     | VIE  | Ngo Van Sy            |

Das Finale wurde am 24. September ausgetragen.

## Frauen

### Changquan
| Platz | Land | Athlet        | Punkte |
| ----- | ---- | ------------- | ------ |
| 1     | CHN  | Kan Wencong   | 9,75   |
| 2     | HKG  | Geng Xiaoling | 9,66   |
| 3     | SIN  | Tan Yan Ni    | 9,63   |

Das Finale wurde am 23. September ausgetragen.

### Taijiquan & Taijijian
| Platz | Land | Athlet      | Punkte |
| ----- | ---- | ----------- | ------ |
| 1     | CHN  | Yu Mengmeng | 19,50  |
| 2     | INA  | Lindswell   | 19,37  |
| 3     | JPN  | Ai Uchida   | 19,31  |

Das Finale wurde am 22. September ausgetragen.

### Nanquan & Nandao
| Platz | Land | Athlet                | Punkte |
| ----- | ---- | --------------------- | ------ |
| 1     | INA  | Juwita Niza Wasni     | 19,19  |
| 2     | CHN  | Wei Hong              | 19,15  |
| 3     | INA  | Ivana Ardelia Irmanto | 19,12  |

Das Finale wurde am 20. September ausgetragen.

### Jianshu & Qiangshu
| Platz | Land | Athlet        | Punkte |
| ----- | ---- | ------------- | ------ |
| 1     | VIE  | Duong Thuy Vi | 19,41  |
| 2     | MAC  | Li Yi         | 19,39  |
| 3     | KOR  | Seo Heeju     | 19,24  |

Das Finale wurde am 21. September ausgetragen.

### Sanda

#### Bis 52 kg
| Platz | Land | Athlet                    |
| ----- | ---- | ------------------------- |
| 1     | CHN  | Zhang Luan                |
| 2     | IRI  | Elaheh Mansoryansamiroumi |
| 3     | IND  | Sanathoi Devi Yumnam      |
| 3     | KOR  | Kim Hyebin                |

Das Finale wurde am 24. September ausgetragen.

#### Bis 60 kg
| Platz | Land | Athlet            |
| ----- | ---- | ----------------- |
| 1     | CHN  | Wang Cong         |
| 2     | TPE  | Kao Yu Chuan      |
| 3     | TKM  | Jennet Aynazarova |
| 3     | VIE  | Tan Thi Ly        |

Das Finale wurde am 24. September ausgetragen.

## Medaillenspiegel
| Platz  | Land                | Gold | Silber | Bronze | Gesamt |
| ------ | ------------------- | ---- | ------ | ------ | ------ |
| 1      | Volksrepublik China | 10   | 1      | 1      | 12     |
| 2      | Südkorea            | 2    | 2      | 3      | 7      |
| 3      | Iran                | 1    | 2      | 1      | 4      |
| 4      | Vietnam             | 1    | 1      | 4      | 6      |
| 5      | Indonesien          | 1    | 1      | 1      | 3      |
| 6      | Macau               | -    | 3      | -      | 3      |
| 7      | Philippinen         | -    | 2      | 1      | 3      |
| 8      | Kasachstan          | -    | 1      | 1      | 2      |
| 8      | Chinesisch Taipeh   | -    | 1      | 1      | 2      |
| 10     | Hongkong            | -    | 1      | -      | 1      |
| 11     | Indien              | -    | -      | 2      | 2      |
| 11     | Japan               | -    | -      | 2      | 2      |
| 11     | Turkmenistan        | -    | -      | 2      | 2      |
| 14     | Laos                | -    | -      | 1      | 1      |
| 14     | Pakistan            | -    | -      | 1      | 1      |
| 14     | Singapur            | -    | -      | 1      | 1      |
| Gesamt | Gesamt              | 15   | 15     | 22     | 52     |

## Doping
Die Malayin Tai Cheau Xuen (1. Platz Nanquan/Nandao) wurde wegen Dopings disqualifiziert.